# Othello (Washington)
Othelloè una città della contea di Adams nello Stato di Washington, negli Stati Uniti. La popolazione era di 8 549 abitanti al censimento del 2020. Othello è il "cuore" del Columbia Basin Project. Si trova a circa 160 km a sud-ovest di Spokane, 290 km a est di Seattle e circa 40 km a sud dell'Interstate 90, all'incrocio tra la SR 17 e la SR 26.

## Geografia fisica
Secondo l'Ufficio del censimento degli Stati Uniti, ha una superficie totale di 3,81 mi² (9,87 km²).

## Storia
I primi coloni bianchi nell'area furono i fratelli Ben e Sam Hutchinson, che costruirono una capanna lungo il Crab Creek nel 1884. Verso l'inizio del XX secolo, iniziarono ad arrivare i coloni e nel 1904 fu istituito un ufficio postale. L'ufficio postale prese la denominazione di Othello, dal nome di un altro ufficio postale chiamato anch'esso Othello, nella contea di Roane, nel Tennessee.
La Chicago, Milwaukee, & St. Paul Railroad gestiva una linea ferroviaria attraverso la contea di Adams nel 1907. Nel 1912 fu costruito un albergo per i lavoratori delle ferrovie. L'albergo in seguito prese il nome di Old Hotel and Art Gallery. La ferrovia scelse la città sia come capolinea che per rifornire d'acqua le caldaie dei treni a vapore. La ferrovia mantenne il nome di Othello e costruì uno deposito ferroviario e una piattaforma girevole in legno. Nel 1919, la piattaforma girevole venne distrutta da un incendio e successivamente venne sostituita da struttura in mattoni, che rimase in funzione per molti anni. Aziende e coloni continuarono ad arrivare e la città fu incorporata il 31 maggio 1910.  A quel tempo la ferrovia era il capolinea orientale del secondo distretto elettrificato della rotta "Pacific Extension" della Milwaukee Road, che si estendeva fino a Tacoma.
Il Bureau of Reclamation aveva uffici a Othello nel 1947, che aveva impedito il declino della città in seguito alla dismissione del servizio ferroviario dopo la seconda guerra mondiale. All'inizio degli anni 1950, il Columbia Basin Project portò l'irrigazione nell'area di Othello, aumentando la produzione dell'agricoltura e lo sviluppo del commercio. Prima di questo, l'acqua proveniva solo dal Crab Creek e da pozzi locali. L'acqua arrivava attraverso il Potholes East Canal tra il lago Billy Clapp e il bacino idrico di Scootenay nella contea di Franklin. Una volta che l'irrigazione divenne disponibile, furono mappati i terreni. Il 31 maggio 1952 furono estratti 42 nomi (su oltre 7000 presentati) per il privilegio di acquistare questi terreni.
Dal 1951 al 1973, il 637th Radar Squadron operò nella stazione radar di Othello vicino alla città. Nel 1958 fu aperta una fabbrica del ghiaccio in città per servire le merci ferroviarie che trasportavano i prodotti. Il confezionamento di alimenti surgelati è arrivato in città all'inizio degli anni 1960 e da allora è diventato l'industria principale.
Dal 1998, Othello ospita anche il Sandhill Crane Festival, che celebra l'emigrazione annuale delle gru canadesi nel vicino Columbia National Wildlife Refuge.

## Società

### Evoluzione demografica
Secondo il censimento del 2020, la popolazione era di 8 549 abitanti.